# Crenoicus buntiae
Crenoicus buntiae is een pissebed uit de familie Phreatoicidae. De wetenschappelijke naam van de soort is voor het eerst geldig gepubliceerd in 1996 door Wilson & Ho.